# Koichi Ae
Koichi Ae (阿江 孝一 Ae Koichi?, nacido el 15 de abril de 1976 en Hiroshima) es un exfutbolista japonés. Jugaba de guardameta y su último club fue el Montedio Yamagata de Japón.

## Trayectoria

### Clubes
| Club              | País  | Año         |
| ----------------- | ----- | ----------- |
| Gamba Osaka       | Japón | 1999 - 2002 |
| Avispa Fukuoka    | Japón | 2000        |
| Kashima Antlers   | Japón | 2001        |
| Montedio Yamagata | Japón | 2003 - 2005 |

## Palmarés

### Títulos nacionales
| Título    | Club            | País  | Año  |
| --------- | --------------- | ----- | ---- |
| J1 League | Kashima Antlers | Japón | 2001 |